# 桃山学院教育大学
桃山学院教育大学（ももやまがくいんきょういくだいがく、英語: St.Andrew's University of Education）は、大阪府堺市南区槇塚台4-5-1に本部を置く日本の私立大学。1996年創立、2018年大学設置。

## 概観

### 大学全体
2018年4月よりプール学院大学の設置者が学校法人桃山学院に変更となり、桃山学院教育大学がスタートした。人間教育学部人間教育学科単科の私立大学である。

### 建学の精神
桃山学院教育大学は、キリスト教の愛と奉仕の精神に基づいた神への畏敬と人間の尊厳を理念とし、学術の中心として広く知識を授けるとともに、深く専門の学芸を教授研究し、グローバルな視野と豊かな教養を身につけた世界の市民として、地域社会及び国際社会に貢献できる人材を育成し、人類の福祉と人間文化の発展に寄与することを目的とする。

### 教育および研究
「自己実現」「「我々の世界」と 「我の世界」を生きる力」「習得・活用・探究」を組み合わせた人間教育を目指している。中教審をはじめとした教育関連組織経験者を教授陣に迎え、少人数制、現場主義、キャリア形成支援を謳っている。

## 沿革
- 1879年 - 大阪川口外国人居留地(現大阪市西区川口)で英国聖公会が永生学校 創立（後のプール学院中学校・高校）
- 1884年 - 大阪川口外国人居留地で英国聖公会が三一小学校（Boys' School）創設（後の桃山学院中学校・高校）
- 1996年 - プール学院大学開学。国際文化学部国際文化学科を設置。
- 2000年 - プール学院大学大学院国際文化学研究科異文化間協働専攻（修士課程）を開設。
- 2007年 - 国際文化学部に子ども教育学科を増設。
- 2008年 - 国際文化学部に英語学科を増設。
- 2012年 - 国際文化学部の国際文化学科と英語学科を統合し、教養学科に改組。
- 2014年 - 子ども教育学科を改組し、教育学部教育学科を開設。
- 2016年 - 国際文化学部、大学院の募集を停止。
- 2018年
  - 3月 - 国際文化学部、大学院を廃止。
  - 4月 - 設置者が学校法人桃山学院に変更され、桃山学院教育大学に改称。
- 2020年4月 - 教育学部教育学科を人間教育学部人間教育学科に名称変更。
- 2023年5月 -  2025年4月に系列校の桃山学院大学と統合し、桃山学院大学人間教育学部となる。[10]
- 2025年4月1日 - 桃山学院大学の新学部に教育学部が誕生、和泉キャンパスに移転[11]。

## 基礎データ

### 所在地

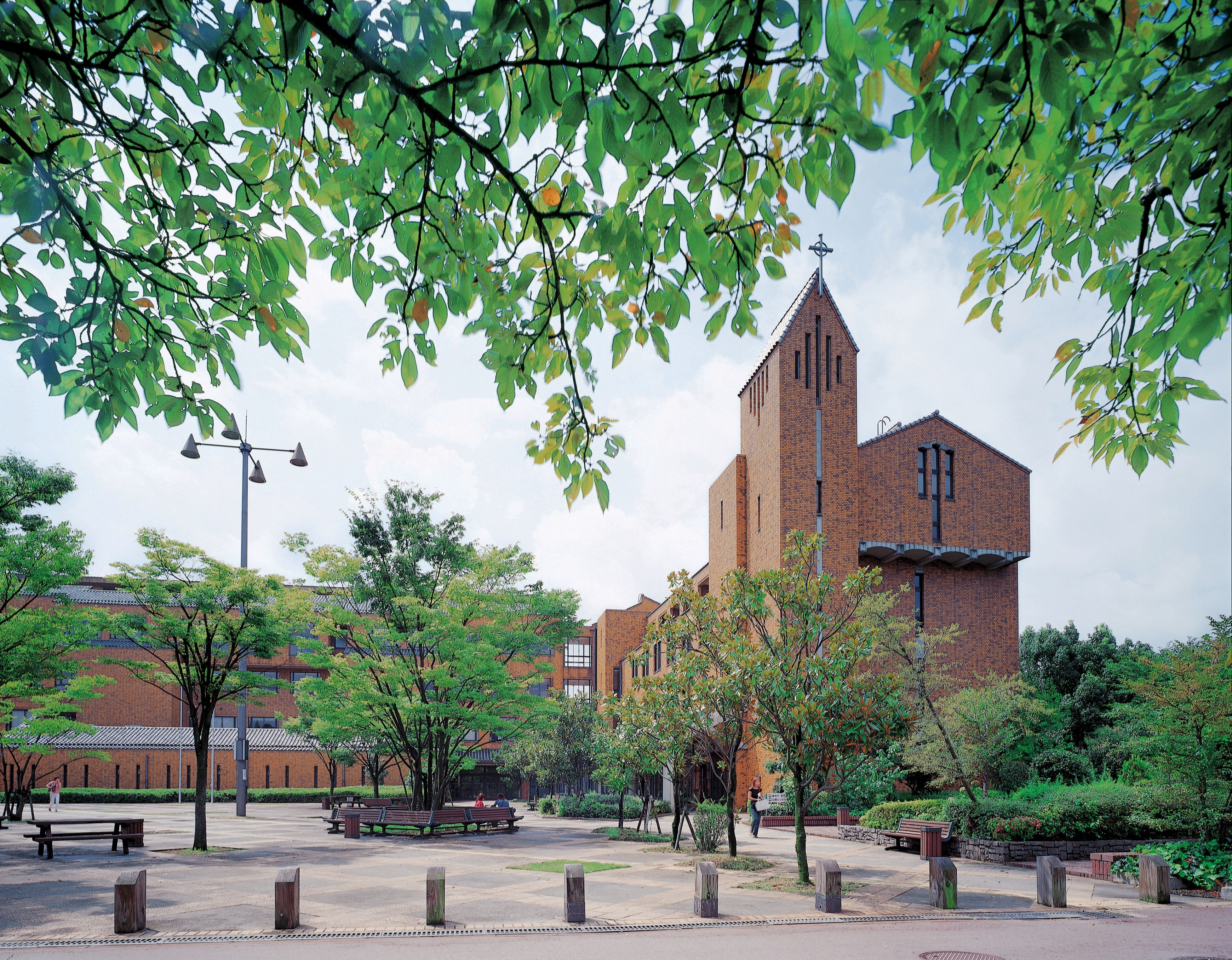
一粒社ヴォーリズ建築事務所による、煉瓦造りで落ち着いた雰囲気の校舎。

- 大阪府堺市南区槇塚台4-5-1

### キャンパス
- 煉瓦造りの校舎は、一粒社ヴォーリズ建築事務所によるもの[12]。
- プール学院短期大学と共用している。（プール学院短期大学は2021年3月末日をもって閉学[13]）

### 交通アクセス
スクールバス
南海本線泉大津駅、JR和泉府中駅から大学までスクールバスが運行されている。
公共交通
南海泉北線泉ケ丘駅から50系統金剛駅前行き、または南海高野線金剛駅から50系統泉ヶ丘駅行きで「桃山学院教育大学前」下車。南海高野線河内長野駅からの路線もある。

## 教育および研究

### 学部・学科
- 人間教育学部人間教育学科（令和7年4月学生募集停止）
  - 小学校教育課程
    - 小学校教育コース
    - 国語教育コース
    - 英語教育コース

  - 幼児教育課程
  - 健康・スポーツ教育課程
    - スポーツ科学コース
    - 学校保健コース

  - （併修）特別支援教育プログラム、日本語教員養成プログラム、教育相談実践基礎プログラム、部活動指導者養成プログラム

## 学生生活

### クラブ・サークル活動
体育会（★マークは強化指定クラブ）
- ★女子硬式野球部
- ★女子バレーボール部
- ★女子バスケットボール部
- 軟式野球部
- 男子バスケットボール部
- サッカー部
- ソフトボール部
- 陸上競技部
- テニス部
- アルティメット同好会
- バドミントン同好会
- フットサル同好会

文化会
- 軽音楽部
- 森の図書館
- まつぼっくり冒険隊
- プロゼミ
- ハンドベル部
- H&O（History＆Outdoor）

## 大学関係者

### 教員
- 中西正人（学長）[14]

### 出身者
- 小林洋平 - ネパール野球ラリグラスの会顧問、野球ネパール代表元監督
- 本谷紗己 - モデル
- 酒井亜樹 - ガールズケイリン選手

## 系列校
- 桃山学院大学
- 桃山学院中学校・高等学校